# Transkulturalität
Transkulturalität beschreibt ein Kulturkonzept, in welchem sich Kulturen miteinander verbinden, vermischen und voneinander untrennbar zu betrachten sind.
Der Begriff der Transkulturalität wurde von dem kubanischen Anthropologen Fernando Ortiz Fernández in den 1940er Jahren geprägt, um die Reziprozität der Kulturkontakte zwischen Europa und Lateinamerika und deren kreatives Potenzial zu bezeichnen.
Mit der Thematik befassten sich auch die Ethnologen Clyde Kluckhohn und Frank L. Strodtbeck.
Der Begriff wurde im deutschsprachigen Raum vom Philosophen Wolfgang Welsch seit Anfang der 1990er Jahre verwendet und weiterentwickelt. Als Gesellschaftskonzept bezeichnet für Welsch die transkulturelle Gesellschaft eine Gemeinschaft, an der alle teilhaben, gleich aus welcher nationalen Kultur sie ursprünglich kommen.
Speziell die umfangreiche lateinamerikanische Begriffsgeschichte und Diskussion zielt demgegenüber auf die Infragestellung bestehender Machtverhältnisse, um eine „harmonistische Perspektive zu vermeiden“.

## Theorie der Transkulturalität nach Welsch

### Transkulturalität
Grundlegend für das Kulturverständnis von Welsch ist, dass Kultur nicht etwas Trennendes, sondern etwas Verbindendes ist. Bei der Begegnung zweier unterschiedlicher Kulturen gibt es stets Anknüpfungspunkte, die als Konsequenz zu einer Verwischung der Grenzen, möglicherweise aber auch zu einer Aufhebung dieser Grenzen führen können. Jedoch entsteht aus den separaten Einzelkulturen des klassischen Kulturbegriffs keine Globalkultur, keine uniforme Weltkultur, sondern Individuen und Gesellschaften, die transkulturelle Elemente in sich tragen. Die Kombination von verschiedenen vertikalen und horizontalen Elementen verschiedener Herkunft macht so jedes Individuum transkulturell.
Wichtig ist Welsch in diesem Zusammenhang das Erkennen der „fremden“ Elemente in einem selbst. Die eigene Identität bestehe zu einem großen Teil auch aus „fremden“ Elementen; erst wenn einem diese Fremdheit bewusst ist, erkenne man auch die Ähnlichkeiten mit äußeren Fremdheiten.
Ansatz für eine solche Kultur sei der Austausch von unterschiedlichen Lebensformen, Wertehaltungen und Weltanschauungen. Durch diese Art der „Begegnung“ entstünden neue Formen kultureller Verbindungen, die in einer Art Netzwerk miteinander verwoben werden.
Kommunikationsmedien wie das Internet oder das Fernsehen, über das täglich Meldungen und Nachrichten aus der ganzen Welt eintreffen, trügen ebenso wie moderne Verkehrsmittel zu Kontakten und Mischungen bei. An einem einzigen Tag könnte heutzutage ein Mensch, der über diese verfügen kann, mehr über die Sitten und Gebräuche anderer Kulturen erfahren, als das früher innerhalb von Wochen oder gar Monaten möglich gewesen sei.
Kulturell gesehen könnten Menschen derselben Nationalität voneinander stärker als je zuvor verschieden sein, was im Gegenzug aber bedeuten könne, dass sie international umgangsfähiger seien.
Welsch benutzte den Begriff Transkulturalität allerdings ohne Verweis auf die Schriften von Ortiz.

### Abgrenzung gegenüber Multikulturalität und Interkulturalität
In seiner Theorie stellt Welsch dem Verflechtungsmodell der Transkulturalität das Kugelmodell der Multikulturalität und der Interkulturalität gegenüber. Er folgt dabei der Kulturvorstellung Herders, der die Kulturen als in sich geschlossene und homogene Kugelsysteme betrachtete. Demnach sind Kulturen gleichermaßen wie Kugeln nicht kommunikationsfähig, sondern „können nur einander stoßen“. Mit dieser Auffassung darf ein Individuum von seiner Kultur nicht abweichen; „man darf kein Fremder in seiner Gruppe sein.“ Sie schließt auf diese Weise Begegnungen oder gar Vermischungen mit außenstehenden Kulturen, d. h. Kugeln, aus.
Multikulturalität beschreibt eine Gesellschaft, in der viele Kulturen in Kugelgestalt nebeneinander existieren, wie die Deutschen, die Türken, die Chinesen usw. in einem Land. Die Kultur eines Landes erscheint somit als Mosaik bzw. Collage von vielen verschiedenen Kulturen.
Interkulturalität hingegen entsteht beim Durchbrechen dieses reinen Nebeneinanders von Kulturen und es wird ein Dialog bzw. Austausch zwischen ihnen erreicht. Aber auch die Interkulturalität bleibe mit der „Gefahr“ der Beibehaltung kultureller Differenzen hinter einer Vermischung im Sinne der Transkulturalität zurück, da sie noch an der Kugelvorstellung verhaftet bleibe.
Ferner erklärt Welsch in seiner Theorie der Transkulturalität die Kulturvorstellung entsprechend dem Kugelmodell für historisch falsch, da Vermischungen seit jeher existierten (z. B. Albrecht Dürer oder G. F. Händel). Jedes Individuum habe seine „eigene innere Transkulturalität. […] Jede Kultur ist hybrid.“ Dabei entstand die Vorstellung der Kulturen als voneinander abgegrenzte Kugeln erst gegen Ende des 18. Jahrhunderts und fand während des Nationalsozialismus den Versuch ihrer normativen radikalen Umsetzung.
Aufgrund der Probleme durch die Vorstellung der Kultur als Kugel sieht Welsch sowohl Multikulturalität als auch Interkulturalität theoretisch ohne jeden Erfolg, da sie – wie er selbst meint – „einander nur missverstehen können.“ Solch eine  Inkommensurabilität der Kulturen findet sich auch in anderen Theorien, wie der Hermeneutik Gadamers (in ihr ist eine Verständigung nur zwischen Kulturen gleicher Herkunftsgeschichte möglich (beispielsweise zwischen einem Bayern und einem Thüringer), nicht aber darüber hinaus (z. B. ein Deutscher und ein Chinese)). Bolten fügt dieser Abgrenzung zwischen Trans- und Interkulturalität jedoch hinzu, dass sich zum Zeitpunkt dieser Kritik von Welsch die interkulturelle Forschung bereits weiterentwickelt hatte. Der Transkulturalitätsbegriff entspreche im Prinzip dem modernen „interaktionistisch und prozesshaft orientierten“ Interkulturalitätsbegriff, der sich auf Synergien und Hybridität konzentriert, ohne Heterogenität zu unterschlagen.
Welschs Ansatz ist auch methodisch kritisiert worden.

## Aufgreifen des Begriffs durch Seyran Ateş
Der Begriff der Transkulturalität wurde 2007 von Seyran Ateş aufgegriffen. Sie skizzierte in ihrem 2007 erschienenen Buch Der Multikulti-Irrtum die Vision einer transkulturellen Gesellschaft. Darunter versteht sie eine Gesellschaft, in der Zuwanderer in mindestens zwei Kulturen zuhause sind: In ihrer Herkunftskultur, aber auch in der Kultur ihrer Aufnahmegesellschaft. Falls es zu unüberbrückbaren Gegensätzen zwischen beiden Kulturen kommt, hat die Kultur der Aufnahmegesellschaft Vorrang. Deshalb setzt sich Seyran Ateş für die kompromisslose Durchsetzung der Menschenrechte auch bei Zuwanderern ein. Ateş fordert eine europäische Leitkultur.
Wie der Titel ihres Buches bereits anzeigt, grenzt Seyran Ateş ihre Vision einer transkulturellen Gesellschaft scharf von der Idee der Multikulturalität ab. Den – Zitat – „urdeutschen Multikulti-Fanatikern“ wirft Seyran Ateş eine „schwere Schuld“ vor. Sie hätten Toleranz gegenüber Menschenrechtsverletzungen gezeigt, Frauen und Mädchen im Stich gelassen und statt eines Miteinanders zu einem Nebeneinander und Gegeneinander in der Gesellschaft beigetragen.

## Pädagogische Zugänge: Transkulturelle Erziehung
Transkulturalität kann neben dem deskriptiven und normativen Sinne als Gesellschaftskonzept auch im praktischen und operativen Sinne als Erziehungskonzept verstanden werden. Eine so konzipierte Erziehung trage, den Verfechtern dieser zufolge, den Herausforderungen einer sich zur transkulturellen Gesellschaft entwickelnden Einwanderungsgesellschaft Rechnung. Erste Ansätze zu einer transkulturellen Erziehung gehen auf die 1980er Jahre zurück. Auf Welschs theoretische Überlegungen während der 1990er Jahre und die dadurch ausgelösten Debatten in den Sozial- und Kulturwissenschaften hin folgten Versuche, das Konzept der Transkulturalität auch für die pädagogische Praxis fruchtbar zu machen. Transkulturelle Erziehung nimmt Welschs Kritik am Konzept der Interkulturalität ernst und stellt damit eine Alternative zur interkulturellen Erziehung dar. Insofern fanden transkulturelle Ansätze nur schwerlich Eingang in die als interkulturelle Pädagogik gehandelte Praxis der 1990er Jahre.
Arata Takeda plädiert in seinem 2012 erschienenen Buch Wir sind wie Baumstämme im Schnee für eine Erziehung, die den zurzeit in Politik und Gesellschaft herrschenden Kulturalismus überwinden helfen soll, und schlägt ein gründliches Umdenken in Richtung transkultureller Erziehung vor. Die nicht immer sichtbare, aber sicher bestehende Beweglichkeit von kulturellen Identitäten in Raum und Zeit wird durch das im Titel wiedergegebene Kafka-Zitat programmatisch zum Ausdruck gebracht. Takeda macht darauf aufmerksam, dass sich die Ansätze der interkulturellen Pädagogik an Konzepten der interkulturellen Kommunikation und Methoden des interkulturellen Lernens orientieren, die vornehmlich die Verbesserung der internationalen Wirtschaftskommunikation im Blick haben und sich daher wenig für eine Erziehung zum Zusammenleben in der Einwanderungsgesellschaft eigneten. Zentrale Aufgabe der transkulturellen Erziehung sei es, Kulturen nicht als Merkmale der Differenz, sondern als Chancen zur Teilhabe zu vermitteln.
Die musikpädagogische Diskussion grenzt die transkulturelle Musikerziehung zwar von der inter- und multikulturellen ab, subsumiert aber zunehmend die Interkulturelle Musikerziehung unter Musikerziehung für ein Leben in der Migrationsgesellschaft mit dem Ziel musikalischer Bildung in einer multikulturellen Gesellschaft und einer globalisierten Welt: „Ziel der Interkulturellen Musikerziehung ist die Schüler/innen zu befähigen, aktiv, bewusst, selbstbestimmt und sozial in der multikulturellen Migrationsgesellschaft und einer globalisierten Welt musikalisch tätig zu sein“.

## Hochschulstudium
Folgende Studiengänge mit dem Schwerpunkt Transkulturalität werden im deutschsprachigen Raum angeboten:
Bachelor of Arts:
- Transkulturalität – Medien, Sprachen, Texte in einer globalisierten Welt; Universität Düsseldorf[16]
- Transkulturelle Kommunikation; Universität Graz[17]
- Transkulturelle Kommunikation; Universität Wien[18]

Master of Arts:
- Transkulturelle Studien; Universität Bremen[19]
- Transkulturelle Studien. Literaturen und Sprachkontakte im frankophonen Raum; Universität Heidelberg[20]
- Theaterwissenschaft transkulturell – Geschichte, Theorie, Praxis; Universität Leipzig[21]
- Moving Cultures-Transcultural Encounters; Universität Frankfurt[22]